# Discorbinella
Discorbinella es un género de foraminífero bentónico de la subfamilia Discorbinellinae, de la familia Discorbinellidae, de la superfamilia Discorbinelloidea, del suborden Rotaliina y del orden Rotaliida. Su especie tipo es Discorbinella montereyensis. Su rango cronoestratigráfico abarca desde el Mioceno hasta la Actualidad.

## Clasificación
Discorbinella incluye a las siguientes especies:
- Discorbinella apposita
- Discorbinella bertheloti
- Discorbinella bodjongensis
- Discorbinella complanata
- Discorbinella deflata
- Discorbinella disparilis
- Discorbinella floridensis
- Discorbinella galera
- Discorbinella gargiae
- Discorbinella guairaensis
- Discorbinella infrapapillata
- Discorbinella jugosa
- Discorbinella kerimbatica
- Discorbinella minuta
- Discorbinella montereyensis
- Discorbinella pulchra
- Discorbinella scopos
- Discorbinella serangodes
- Discorbinella stachi
- Discorbinella subcomplanata
- Discorbinella timida
- Discorbinella turgida
- Discorbinella uzbekistanica
- Discorbinella vitrevoluta

Otras especies consideradas en Discorbinella son:
- Discorbinella araucana, aceptado como Valvulineria araucana
- Discorbinella lepida, considerado sinónimo posterior de Discorbitina pustulata
- Discorbinella rhodiensis, aceptado como Hanzawaia rhodiensis